# ويسدم كواي
ويسدم كواي (بالإسبانية: Wisdom Quaye)‏ هو لاعب كرة قدم هندوراسي، ولد في 8 أبريل 1998 في لا سيبا في هندوراس.